# یوهانس ریمان
یوهانس ریمان (انگلیسی: Johannes Riemann; ۳۱ مهٔ ۱۸۸۸ – ۳۰ سپتامبر ۱۹۵۹) بازیگر تئاتر و بازیگر سینما اهل آلمان بود.
از فیلم‌ها یا برنامه‌های تلویزیونی که وی در آن نقش داشته‌است می‌توان به بل آمی، سافو، والنسیا، و ویلیام تل اشاره کرد.